# Die Spur ist sichtbar noch
Die Spur ist sichtbar noch (russisch Ещё заметен след / Jeschtscho sameten sled) ist eine Novelle des russischen Schriftstellers Daniil Granin, die 1984 im Heft 1 der Moskauer Literaturzeitschrift „Nowy Mir“ veröffentlicht wurde. Die Übertragung ins Deutsche von Charlotte Kossuth kam 1986 in Berlin heraus.
Um das Jahr 1967 erinnert sich der gebürtige Leningrader Ich-Erzähler Anton Maximowitsch Dudarew an die Blockade seiner Heimatstadt im Zweiten Weltkrieg. Zusammen mit Shanna Nisheradse gedenkt er des verstorbenen Frontkämpfers Sergej Wolkow.

## Inhalt
Shanna sucht den hinkenden Witwer Dudarew – im Krieg Leutnant und Zugführer der Infanterie gewesen und nun Gruppenleiter mit 190 Rubel Gehalt – eines Packens alter Briefe wegen, eigens aus Georgien anreisend, in Leningrad auf. Dudarew hat die schöne, stattliche, beinahe 50-jährige Frau noch nie gesehen und will sich an die schlimmen Jahre 1942 und 1943 nicht mehr erinnern. Shanna lässt nicht locker; erzählt, sie sei Jahrgang 1918, habe damals im Krieg als Sanitäterin im Lazarett gearbeitet und sich mit Dudarews Bataillonskameraden Oberleutnant Boris Lukjanow geschrieben. In dem Briefwechsel hatte sich Shanna bei Lukjanow nach einem Sergej Wolkow aus demselben Bataillon erkundigt. Wolkow hatte Shannas Adresse von einem gewissen Appolon Gogoberidse erbettelt. In zwei Briefen an Shanna hatte Lukjanow, der das Mädchen heiraten wollte, über seinen Nebenbuhler Wolkow nicht gerade Schmeichelhaftes ausgesagt. Seinerzeit hatte das Mädchen den Briefwechsel mit beiden Offizieren parallel laufend geführt. Shanna will von Dudarew alles über seinen ehemaligen Bataillonskameraden Wolkow wissen. Deshalb hat sie die weite Bahnreise unternommen. Eigentlich verwunderlich, denn Shanna hat Wolkow nie gesehen.
Dudarew nimmt Shanna widerwillig die alten Briefe ab und verspricht Durchsicht bis zum nächsten Tag. Die Frau möchte nämlich umgehend nach Tbilissi zurückreisen. Dudarew  zieht sich in seine verlassene Datsche zurück und breitet Lukjanows und Wolkows „Liebesgestammel“ – Briefe sowie Postkarten an Shanna buntgemischt, von der Empfängerin teilweise extra für den Leningrader Leser mit rotem Filzstift markiert, auf dem Tisch aus. Dudarews Tochter und deren Ehemann schauen vorbei. Die Kinder haben kein Verlangen nach den alten Geschichten und verabschieden sich.
Wie war das gewesen? Den durch die Bank etwa 20-jährigen Offizieren war der 35-jährige, breitschultrige, athletische Leningrader Wolkow, Sohn einer Waschfrau und eines Wiegemeisters, als alt erschienen. Je tiefer Dudarew in das briefliche Duell um die Gunst der Frau eindringt, desto betrübter muss er registrieren, der ihm sympathische Lukjanow wiederholt sich, kann nicht von sich erzählen, schreibt von O. Henrys „Pfannkuchen von Pimienta“ und unterliegt dem viel älteren, lebenserfahreneren Wolkow. Letzterer schreibt, seine Mutter sei in Leningrad an Dystrophie gestorben und bespricht Verse von Olga Bergholz. Dudarew entsinnt sich, wie er in jener weit zurückliegenden Zeit für Lukjanow eingetreten war und den „typischen Bösewicht“ Wolkow, der dem Kameraden die Braut ausspannen wollte, den Kopf gewaschen hatte. Nun kann Dudarew in seiner Datsche die Reaktion Wolkows auf die damalige Kopfwäsche nachlesen. Sein Gedächtnis kommt beim Lesen in Fahrt. Er spricht von einer „unvergeßlichen Geschichte“.
Die Wege der Kriegskameraden waren auseinandergegangen. Wolkow war für seine Kritik an der militärischen Führung strafversetzt worden und Dudarew war, in eine Panzerbrigade abkommandiert, westwärts bis ins ostpreußische Königsberg gebraust. Dort war für ihn der Krieg zu Ende gewesen.
Dudarew packt die Briefe an Shanna zusammen – Wolkows letztes umfängliches Schreiben ist mit 1949 datiert und kommt aus der Chabarowsker Gegend. Darin dichtet Wolkow
Die Spur ist sichtbar noch,
noch lebt Erinnerung...
Lukjanows letztes Schreiben – ein Telegramm nach Tbilissi – ist vom November 1945.
Als Dudarew seinen Besuch anderntags zum Bahnhof begleitet, erfährt er aus Shannas Lebensgeschichte: Vergeblich hatte sie Wolkow 1946 in Leningrad gesucht. Lukjanow, in Tbilissi angereist, hatte von Shanna einen Korb bekommen. Sie hatte dann schließlich aus Vernunftgründen einen gewissen Suren geheiratet. Die Familie war in dem hungernden Tbilissi fortan versorgt gewesen. Nach dem Tod ihres Ehemannes wollte Shanna Ärztin werden. Von ihrem zweiten Mann hatte sie sich scheiden lassen, nachdem sie dieser aus Eifersucht zu einer Abtreibung gezwungen hatte.
Schließlich teilt Shanna dem Ich-Erzähler mit, Wolkow ist bereits vor vier Jahren verstorben. Zwar bietet Daniil Granin kein Happy End, aber er lässt den Leser hoffen: Vielleicht kriegen sich Dudarew und Shanna doch noch. Zumindest versteht sie sein Abschiedswort auf dem Newski vor Abfahrt des Zuges nach Tbilissi als Antrag. Dudarew muss sich gestehen: „Vor mir stand die einzige Frau auf Erden, die mich mit dem Krieg verband, mit meiner Jugend, mit jenem Leutnantsleben, als wir uns nach Fotos verliebten.“

## Hintergrund
Während des Krieges schrieben sich ledige Offiziere mit unverheirateten Frauen, die sie gar nicht kannten. Die Schilderung des Kampfes der Offiziere Lukjanow und Wolkow um dieselbe Frau, also um Shanna, steht in dem Kontext im Vordergrund. Das Zeitgeschichtliche in all seiner Härte gerät dabei in den Hintergrund. Historie wird zwar immer einmal eingestreut, doch mehr in nebensatzartigen Konstruktionen. Der Leser muss genau hinsehen, wenn er das Lebensbedrohliche der Kriegs- und Nachkriegszeit mitbekommen möchte. Zum Beispiel als Wolkow für seine Kritik des Führungsstils der sowjetischen Generalität bestraft wird, weist der Bestrafte viel später brieflich nur kurz darauf hin. Bei der Nennung der zweiten Strafe, verhängt nach dem Kriege gegen den Laborleiter Wolkow für eine Explosion in einer Moskauer Forschungseinrichtung, fällt nebenher das Wort Magadan. Gemeint ist die Verbannung in ein Zwangsarbeitslager – Stichwort Gulag.
Der Text kann trotz aller Zurückhaltung des Erzählers als Dokument der Kriegsgräuel in der Zeit der oben genannten Blockade – also vom Herbst 1941 bis Anfang 1944 – gelesen werden. Zum Beispiel werden die vielen jungen Gefallenen auf sowjetischer Seite bei Sinjawino genannt. Dudarew hatte damals in Sachen Auseinandersetzung Lukjanows mit Wolkow ohne Zögern Partei für Lukjanow ergriffen, auch, weil der Oberleutnant den erfrierenden Ich-Erzähler aus dem Niemandsland geschleppt hatte.
Erst in der zweiten Texthälfte ahnt der Leser, die Liebesgeschichte Shannas, die sich hinter dem Briefwechsel mit den beiden Offizieren verbirgt, liefert lediglich den Rahmen für Daniil Granins eigentliches Schreibanliegen. Gemeint ist die skeptische Sicht des Ich-Erzählers Dudarew – reichlich zwei Jahrzehnte im Nachhinein – auf die sowjetische Kriegsführung bei der Vertreibung der Wehrmacht bis nach Berlin: Das Leben der eigenen Soldaten war beim hastigen Vormarsch unzureichend geschont worden. Hatte Dudarew damals während der Ordensverleihung an der Bahnlinie nahe beim estnischen Tartu keinerlei Verständnis für die Worte Wolkows an die Adresse des Orden spendierenden Generals gehabt, so bringt er nun – am Tisch seiner Datsche vor den Briefen sitzend und brütend – vollstes Verständnis für Wolkows bedachtsame Worte auf, die ihm damals als unangebrachte, höchst wirre Störung der verdienten Auszeichnungsfeier erschienen waren.

## Deutschsprachige Ausgaben
- Daniil Granin: Die Spur ist sichtbar noch. Novelle. Aus dem Russischen von Charlotte Kossuth. Volk und Welt (Spektrum 209), Berlin 1986, 127 Seiten (verwendete Ausgabe)